# Eleanor O'Meara
Pour les articles homonymes, voir O'Meara.
Eleanor O'Meara, morte le 21 mars 2000, est une patineuse artistique canadienne, double championne du Canada en individuel en 1936 et 1938, championne du Canada en couple artistique en 1941 et 1942, championne nord-américain en couple artistique en 1941.

## Biographie

### Carrière sportive
Eleanor O'Meara monte huit fois sur les podiums des championnats canadiens, dont quatre fois sur la plus haute marche (compétition individuelle en 1936 et 1938, et compétition des couples en 1941 et 1942).
Sur le plan international, elle ne participe qu'aux championnats nord-américains et obtient le titre continental en couple en 1941 avec Ralph McCreath.
Elle arrête les compétitions en 1942, sa carrière étant contrariée par la Seconde Guerre mondiale.

## Palmarès
En couple artistique, avec trois partenaires :
- Donald Gilchrist (1 saison : 1940)
- Ralph McCreath (1 saison : 1941)
- Sandy McKechnie (1 saison : 1942)

| Compétitions en individuel                                                 | 1936 | 1937 | 1938 | 1939 | 1940 | 1941 | 1942 | 1943 |  |  |  |  |  |  |  |  |
| Jeux olympiques d'hiver                                                    |      |      |      |      | JA   |      |      |      |  |  |  |  |  |  |  |  |
| Championnats du monde                                                      |      |      |      |      | CA   | CA   | CA   | CA   |  |  |  |  |  |  |  |  |
| Championnats d'Amérique du Nord                                            |      | 3e   |      | 5e   |      | 2e   |      | CA   |  |  |  |  |  |  |  |  |
| Championnats du Canada                                                     | 1re  | 2e   | 1re  | 3e   | 3e   |      |      | CA   |  |  |  |  |  |  |  |  |
|                                                                            |      |      |      |      |      |      |      |      |  |  |  |  |  |  |  |  |
| Compétitions en couple                                                     | 1936 | 1937 | 1938 | 1939 | 1940 | 1941 | 1942 | 1943 |  |  |  |  |  |  |  |  |
| Jeux olympiques d'hiver                                                    |      |      |      |      | JA   |      |      |      |  |  |  |  |  |  |  |  |
| Championnats du monde                                                      |      |      |      |      | CA   | CA   | CA   | CA   |  |  |  |  |  |  |  |  |
| Championnats d'Amérique du Nord                                            |      |      |      |      |      | 1re  |      | CA   |  |  |  |  |  |  |  |  |
| Championnats du Canada                                                     |      |      |      |      | 3e   | 1re  | 1re  | CA   |  |  |  |  |  |  |  |  |
| Légende : JA = Jeux olympiques d'hiver annulés ; CA = Championnats annulés |      |      |      |      |      |      |      |      |  |  |  |  |  |  |  |  |